# Região de Chugoku

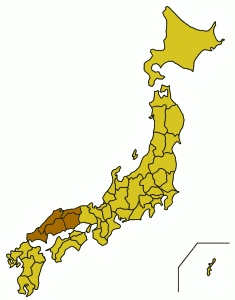
Região de Chugoku, Japão

A Região de Chugoku  (中国地方 Chūgoku-chihō) localiza-se na parte ocidental da maior ilha do Japão (Honshu) e fica relativamente afastada dos grandes centros.
O seu nome significa, literalmente, País do meio, vestígio etimológico da divisão histórica do Japão em "Países Próximos" (近国 Kingoku), "Países médios" e "Países longínquos" (遠国 Ongoku), usando como critério a proximidade da então capital,  Quioto.  Em termos estritos, contudo, Chugoku não abrange toda essa área histórica mas apenas a parte que ladeava as estradas de San'indo e San'yodo.
É constituída pelas seguintes prefeituras: Hiroshima, Yamaguchi, Shimane, Tottori. Okayama pode, ou não, ser incluída nesta região, já que apenas três das suas subprovíncias (Mimasaka, Bizen e Bitchū) eram consideradas “Países do Meio”.
Em japonês, os caracteres 中国 e a sua leitura, Chūgoku são também usados para significar "China". (Os mesmos caracteres são usados na lingual chinesa, mas são pronunciados Zhongguo.)  Contudo, como o nome da região de Chugoku vem, geralmente, acompanhado do qualificativo "-chihō" e como a República Popular da China e a República da China podem ser designados pelos seus nomes completos, há pouco lugar a confusões.
Principalmente na indústria do turismo, a fim de evitar confundir a região de Chūgoku com a China, a região também passou a ser chamada alternativamente de Região de San'in-San'yō. San'in (“yin das montanhas”) é a parte norte voltada para o Mar do Japão. San'yō (“yáng das montanhas”) é a parte sul do Mar Interior de Seto. Esses nomes foram criados usando o esquema de nomenclatura de lugar baseado em yin-yang.

## Geografia
A região Chugoku  (中国地方 Chūgoku-chihō) localiza-se na parte ocidental da maior ilha do Japão (Honshu) e fica relativamente afastada dos grandes centros.

### Prefeituras e Cidades
É constituída por 5 províncias e 54 cidades :
- Prefeitura de Hiroshima : Akitakata, Etajima, Fuchu, Fukuyama, Hatsukaichi, Higashihiroshima, Hiroshima (capital), Innoshima, Kure, Mihara, Miyoshi, Onomichi, Otake, Shobara, Takehara
- Prefeitura de Yamaguchi : Hagi, Hikari, Hofu, Iwakuni, Kudamatsu, Mine, Nagato, Sanyo-Onoda, Shimonoseki, Shunan, Ube, Yamaguchi (capital), Yanai
- Prefeitura de Shimane : Gotsu, Hamada, Hirata, Izumo, Masuda, Matsue (capital), Oda, Yasugi
- Prefeitura de Tottori : Kurayoshi, Sakaiminato, Tottori (capital), Yonago
- Prefeitura de Okayama : Akaiwa, Bizen, Ibara, Kasaoka, Kurashiki, Maniwa, Mimasaka, Niimi, Okayama (capital), Setouchi, Soja, Takahashi, Tamano, Tsuyama

## Economia
A cidade de Hiroshima, a "capital" da região de Chugoku, foi reconstruída depois de ter sido destruída por uma bomba atômica em 1945 e hoje é uma metrópole industrial com mais de um milhão de habitantes.
A sobrepesca e a poluição reduziram a produtividade das áreas de pesca do Mar Interior; e San'yo é uma área concentrada na indústria pesada. Em contraste, San'in é menos industrializado com uma economia agrícola.